# Parc de Conflans
Pour les articles homonymes, voir Conflans.
Le  Parc de Conflans  est un espace vert public situé à Charenton-le-Pont

## Situation et accès
Le parc de Conflans s’étend entre le lycée-collège Notre-Dame-des-Missions, la rue de l’Archevêché, le mur de clôture des transformateurs EDF, l’extrémité de la rue du Séminaire-de-Conflans et la chapelle de Conflans. L’ensemble clôturé est ouvert de 7 h 30 à 19 h  de novembre à avril, de 7 h 30 à 21 h de mai à octobre.
Il comprend deux entrées, l'une au numéro 5 de la rue de l'Archevêché, l'autre à l'extrémité de la rue du Séminaire de Conflans. On peut également y accéder par un cheminement piétonnier en escaliers à travers le square du 11 novembre au départ de la Villa Bergerac. 
Le parc comprend des terrains de sports et un espace de jeux d’enfants.
La station de métro Liberté de la ligne 8 est la plus proche.

## Origine du nom
Son nom est celui du quartier de Conflans, ancien village de Conflans, un des trois noyaux originels de Charenton

## Historique
Le parc s’étend sur la partie nord du « Séjour de Bourgogne » ancienne propriété des Ducs de Bourgogne démembrée en 1553 (l’autre partie au sud de la rue du Séminaire de Conflans étant celle où fut édifié l’ancien château de Conflans détruit en 1920 et 1963), passée à des propriétaires successifs jusqu’à sa vente le 6 décembre 1653 par Françoise de Nargonne, veuve du duc d'Angoulême à Charlotte Le Bret, prieure d’un couvent de  Bénédictines. Le domaine du couvent entouré de jardins s’étendait de l’actuel lycée-collège de Conflans à la rue des Bordeaux.
Le couvent des Bénédictines est vendu comme bien national en 1793 à Philippe Jacques Noël puis est acquis par des propriétaires successifs jusqu’à son achat le 10 juin 1820 par Philippe-Antoine Frère supérieur du séminaire Saint-Nicolas du Chardonnet à Paris qui en fait une  succursale. 
Le séminaire est dévasté en 1830.
Le bâtiment est acheté  par Hyacinthe-Louis de Quélen archevêque de Paris en 1839 et reste abandonné jusqu’à son acquisition en 1841 par la congrégation des Sœurs-du-Sacré-Cœur fondée par Madeleine Sophie Barat. La congrégation y établit un pensionnat de jeunes filles dans le prolongement de celui qu’elles avaient créé en 1832 dans la partie du château de Conflans de l’archevêque. Les Dames du Sacré Cœur font réparer la maison en ruine, vestige de l’ancien couvent des Bénédictines, étendent les bâtiments par achat de maisons voisines et de l’église  de Conflans désaffectée depuis 1859  et font construire la chapelle.
Les Dames du Sacré Cœur quittent le couvent pour Bruxelles vers 1911 à la suite de l'expulsion des congrégations  et l’ensemble devenu propriété de l’État par la Loi de séparation des Églises et de l'État de 1905 est vendu par adjudication à la Compagnie d'électricité de la Seine. Cette société  construit une centrale thermique à l’emplacement des actuels transformateurs EDF et loue les bâtiments de l’ancien couvent  à l'Archevêché de Paris qui y établit le petit séminaire de Paris en 1929.
Le terrain où était construite la centrale thermique devient propriété de l’EDF en 1946.
Le séminaire est revendu à sa fermeture en 1971, avec les terrains alentour. La partie longeant la rue du Président Kennedy est achetée par la congrégation Notre-Dame-des Missions pour y établir un lycée et l’autre partie jouxtant la chapelle par l’État (Ministère de la Culture) pour y ouvrir une école d’architecture remplacée en 2008 par la médiathèque de l'architecture et du patrimoine, la chapelle restant propriété du diocèse de Créteil.
La commune de Charenton acquiert en 1978 la partie centrale du domaine de l’ancien couvent pour y aménager le parc de Conflans.

## Elément remarquable
Plaque circulaire évoquant la signature du traité de Conflans près d'une des portes d'entrée de la chapelle.

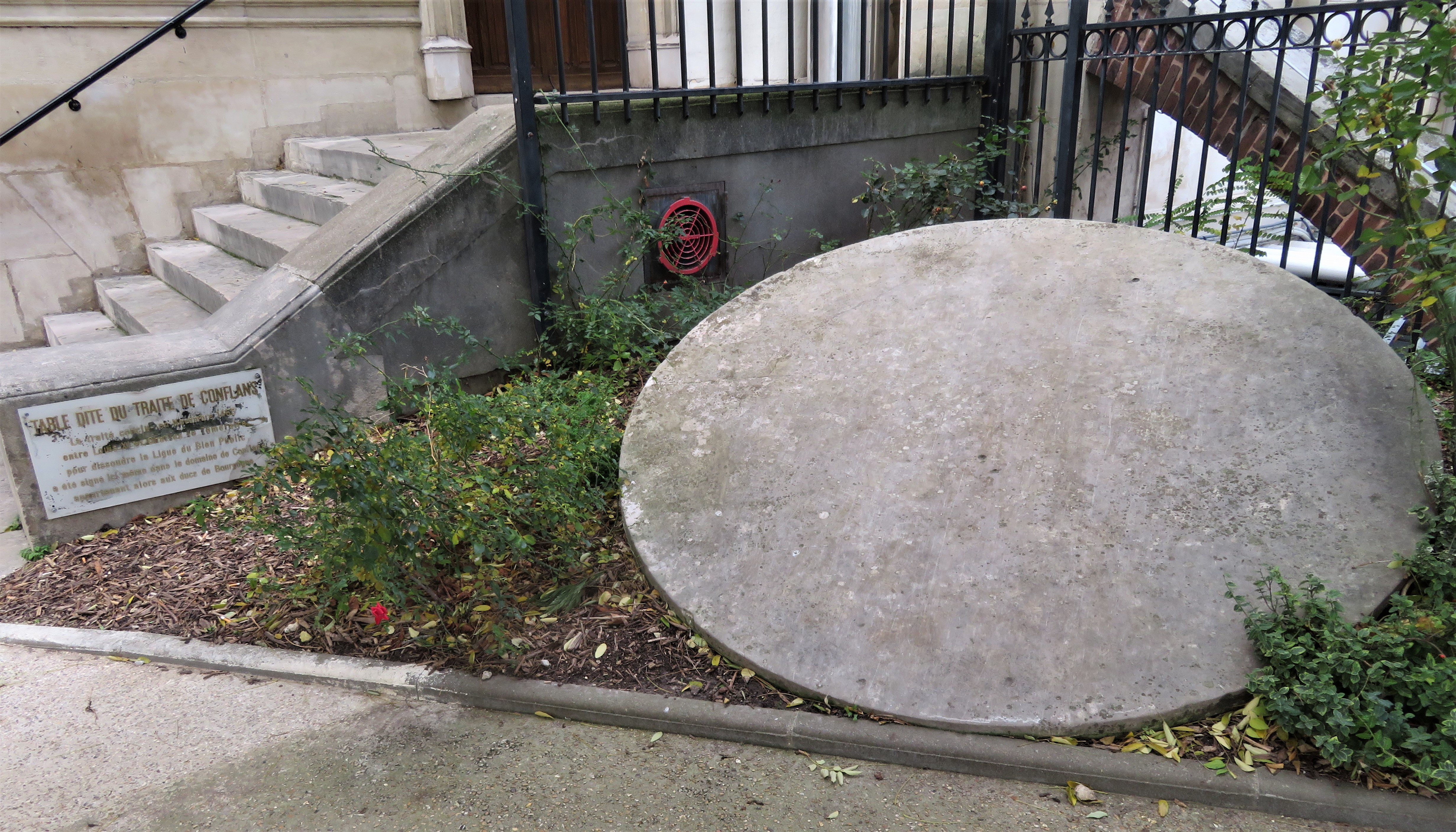
Table du traité de Conflans